# Eric A. Posner
Eric Andrew Posner (* 5. Dezember 1965 in Chicago) ist ein US-amerikanischer Rechtswissenschaftler.

## Leben
Eric Posner ist ein Sohn des Rechtswissenschaftlers und Ökonomen Richard Posner. Er studierte Philosophie an der Yale University mit einem B.A.- und einem M.A.-Abschluss und machte danach 1991 einen J.D.-Abschluss an der Harvard Law School. Ab 1993 lehrte er an der University of Pennsylvania Law School. Im Jahr 1998 ging er an die University of Chicago Law School und wurde dort Professor. Er liest dort unter anderem zum Völkerrecht, Verfassungsrecht, Wettbewerbsrecht und zu öffentlichen Investitionen und Marktregulierung. 2022/23 beriet er das United States Department of Justice in Fragen des Kartellrechts.
Posner war von 1998 bis 2011 Herausgeber der Zeitschrift The Journal of Legal Studies.
Seit 2010 ist Posner gewähltes Mitglied der American Academy of Arts and Sciences.

## Schriften (Auswahl)
- Law and Social Norms. Harvard University Press, 2000
- Eric A. Posner, Jack Goldsmith: The Limits of International Law. Oxford University Press, 2005
- Eric A. Posner, Adrian Vermeule: Terror in the Balance: Security, Liberty, and the Courts. Oxford University Press, 2007
- Perils of Global Legalism. University of Chicago Press, 2009
- Law and Happiness. University of Chicago Press, 2010
- Eric A. Posner, David Weisbach: Climate Change Justice. Princeton University Press, 2010
- Eric A. Posner, Adrian Vermeule: The Executive Unbound: After the Madisonian Republic. Oxford University Press, 2011
  - Eric A. Posner, Adrian Vermeule: Die entfesselte Exekutive. : Die Krise des liberalen Legalismus. Übersetzung Karl Heinz Siber. Geleitwort Christian Lammert, Einführung Ellen Kennedy. Berlin : Duncker & Humblot, 2014
- Contract Law and Theory. Aspen 2011
- Eric A. Posner, Alan Sykes: Economic Foundations of International Law. Harvard 2013
- The Twilight of Human Rights Law. Oxford University Press 2014
- Eric A. Posner, E. Glen Weyl: Radical Markets. Princeton University Press 2018
  - Eric A. Posner, E. Glen Weyl: Wir sind der Markt! : Radikale Utopien für das digitale Zeitalter. Übersetzung Claudia Kotte. Darmstadt : wbg Theiss, 2019
- Last Resort: The Financial Crisis and the Future Bailouts. University of Chicago Press, 2018
- The Demagogue’s Playbook: The Battle for American Democracy from the Founders to Trump. All Points Books, 2020